# رون فيشر
رون فيشر هو سياسي كندي، ولد في 22 يوليو 1934 في كندا. حزبياً، نشط في الحزب الديمقراطي الجديد. وقد انتخب عضو مجلس العموم الكندي.